# Aldair Simanca
Aldair Simanca Peña (Montería, Córdoba, Colombia; 4 de julio de 1998) es un futbolista colombiano. Juega de defensa central. Actualmente milita en el club Melita de la Premier League de Malta.

## Clubes
| Club                | País                 | Año                 | Partidos | Goles |
| ------------------- | -------------------- | ------------------- | -------- | ----- |
| La Equidad          | Colombia             | 2018                | 2        | 0     |
| Real Cartagena      | Colombia             | 2019-2020           | 11       | 0     |
| Atlético Pantoja    | República Dominicana | 2020                | 6        | 0     |
| Platense            | Honduras             | 2021                | 6        | 0     |
| UCV                 | Venezuela            | 2022                | 13       | 0     |
| Patriotas Boyacá    | Colombia             | 2023                | 6        | 0     |
| Tigres              | Colombia             | 2023                | 10       | 2     |
| Matagalpa           | Nicaragua            | 2024                | 12       | 1     |
| Melita              | Malta                | 2024-act.           | 21       | 3     |
| Total en su carrera | Total en su carrera  | Total en su carrera | 87       | 6     |